# Finn Wittrock
Peter „Finn” Wittrock Jr. (Lenox, Massachusetts, 1984. október 28. –) amerikai színész és forgatókönyvíró. 

## Élete és pályafutása
Karrierjét kisebb vendégszerepekkel kezdte különböző televíziós sorozatokban. Első filmszerepét 2004-ben kapta meg a Halloweentown High című tévéfilmben, majd évekig csak sorozatokban szerepelt. 2010-ben volt látható legközelebb a filmvásznon a 12 – A romlás napjai című alkotásban. A New York-i Juilliard Schoolban tanult színészetet. 2009 és 2011 között 120 epizód erejéig feltűnt az All My Children című szappanoperában, miközben több színházi szerepet is vállalt. 2011-ben szerepelt Tony Kushner Off-Broadway darabjában, a The Illusion-ben. Wittrock 2012-ben debütált a Broadwayen Happy Loman karakterében Arthur Miller Az ügynök halála című darabjában, melyet Mike Nichols rendezett.
2014-ben a kritikusok is felfigyeltek rá az Igaz szívvel, a Noé és a Rendíthetetlen című filmekben nyújtott teljesítményéért, valamint megkapta első Emmy-jelölését Dandy Mott alakításáért az FX csatorna Amerikai Horror Story: Rémségek cirkusza című antológia sorozatában. 2015-ben a sorozat következő, Hotel alcímen futott ötödik évadában is visszatért, ezúttal Tristan Duffy, illetve Rudolph Valentino szerepében. Abban az évben feltűnt A nagy dobás című életrajzi vígjáték-drámában. 2016-ban vendégszereplőként visszatért az Amerikai Horror Story hatodik, Roanoke című évadában, valamint Greget alakította Damien Chazelle filmjében, a Kaliforniai álomban. 2018-ban Jeffrey Trailt, a sorozatgyilkos Andrew Cunanan egyik áldozatát alakította az American Crime Story második évadjában, amely a Gianni Versace-gyilkosságot dolgozta fel. Alakításáért megkapta karrierje második Emmy-jelölését.

## Magánélete
2014. október 18-án egy privát szertartás keretében összeházasodott a Juilliardon folytatott tanulmányai során megismert barátnőjével, Sarah Roberts-cel.

## Filmográfia

### Film
| Év   | Magyar cím                    | Eredeti cím                         | Szerep                 | Magyar hang   |
| ---- | ----------------------------- | ----------------------------------- | ---------------------- | ------------- |
| 2002 |                               | Le Dernier Tour (rövidfilm)         | Tigo                   |               |
| 2004 |                               | Halloweentown High                  | Cody Trainer           |               |
| 2010 | 12 – A romlás napjai          | Twelve                              | Warren                 |               |
| 2014 | Téli mese                     | Winter's Tale                       | Gabriel                | Molnár Áron   |
| 2014 | Noé                           | Noah                                | fiatal Tubál-Káin      |               |
| 2014 | Rendíthetetlen                | Unbroken                            | Francis "Mac" McNamara | Hevér Gábor   |
| 2015 |                               | My All American                     | Freddie Steinmark      |               |
| 2015 | A tenger alatt járó kölyök    | The Submarine Kid                   | Spencer Koll           |               |
| 2015 | A nagy dobás                  | The Big Short                       | Jamie Shipley          | Hevér Gábor   |
| 2016 | Kaliforniai álom              | La La Land                          | Greg Earnest           | Jakab Márk    |
| 2017 | Forródrót                     | Landline                            | Nate                   | Dévai Balázs  |
| 2017 |                               | A Midsummer Night's Dream           | Demetrius              |               |
| 2018 |                               | A Futile and Stupid Gesture         | Tim Matheson           |               |
| 2018 |                               | Write When You Get Work             | Jonny Collins          |               |
| 2018 | Ha a Beale utca mesélni tudna | If Beale Street Could Talk          | Hayward                | Szatory Dávid |
| 2018 |                               | Locating Silver Lake                | Seth                   |               |
| 2019 | Plusz egy fő                  | Plus One                            | Steve                  |               |
| 2019 |                               | The Last Black Man in San Francisco | Clayton                |               |
| 2019 |                               | Big Boy Pants (rövidfilm)           | Kyle                   |               |
| 2019 | Judy                          | Judy                                | Mickey Deans           |               |
| 2019 |                               | Semper Fi                           | "Jaeger"               |               |
| 2021 | Hosszú hétvége                | Long Weekend                        | Bart                   |               |
| 2021 | Egy falatnyi levegő           | A Mouthful of Air                   | Ethan Davis            |               |
| 2022 | Mélyvíz                       | Deep Water                          | Tony Cameron           |               |
| 2022 | Szerencse lánya               | Luckiest Girl Alive                 | Luke Harrison          | Szatory Dávid |
| 2023 | Boldogság Owl városában       | Downtown Owl                        | Laidlaw edző           | Szatory Dávid |
| 2023 | Származás                     | Origin                              | August Landmesser      |               |
| 2024 | Meg ne mozdulj                | Don't Move                          | Richard                | Szatory Dávid |

### Televízió
| Év        | Magyar cím                               | Eredeti cím                                               | Szerep              | Megjegyzések |
| --------- | ---------------------------------------- | --------------------------------------------------------- | ------------------- | ------------ |
| 2003      | Döglött akták                            | Cold Case                                                 | fiatal Eric Whitley | 1 epizód     |
| 2003      | Vészhelyzet                              | ER                                                        | Thomas Yoder        | 1 epizód     |
| 2004      | CSI: Miami helyszínelők                  | CSI: Miami                                                | Chad Van Horn       | 1 epizód     |
| 2009–2011 |                                          | All My Children                                           | Damon Miller        | 120 epizód   |
| 2011      | Torchwood                                | Torchwood: Miracle Day                                    | Danny               | 1 epizód     |
| 2012      |                                          | Harry's Law                                               | Jimmy Cormack       | 1 epizód     |
| 2012      | Gyilkos elmék                            | Criminal Minds                                            | Harvey Morell       | 1 epizód     |
| 2013      | Esküdt ellenségek: Különleges ügyosztály | Law & Order: Special Victims Unit                         | Cameron Tyler       | 1 epizód     |
| 2013      |                                          | Masters of Sex                                            | Dale                | 4 epizód     |
| 2014      | Igaz szívvel                             | The Normal Heart                                          | Albert              | tévéfilm     |
| 2014–2015 | Amerikai Horror Story: Rémségek cirkusza | American Horror Story: Freak Show                         | Dandy Mott          | 12 epizód    |
| 2015      |                                          | Deadbeat                                                  | Max                 | 1 epizód     |
| 2015–2016 | Amerikai Horror Story: Hotel             | American Horror Story: Hotel                              | Tristan Duffy       | 6 epizód     |
| 2015–2016 | Amerikai Horror Story: Hotel             | American Horror Story: Hotel                              | Rudolph Valentino   | 3 epizód     |
| 2016      | Amerikai Horror Story: Roanoke           | American Horror Story: Roanoke                            | Jether Polk         | 2 epizód     |
| 2018      |                                          | The Assassination of Gianni Versace: American Crime Story | Jeffrey Trail       | 4 epizód     |
| 2019      |                                          | Alternatino with Arturo Castro                            | Eddie               | 1 epizód     |
| 2019      | Amerikai Horror Story: 1984              | American Horror Story: 1984                               | Bobby Richter       | 1 epizód     |
| 2020      |                                          | Cake                                                      | önmaga              | 1 epizód     |
| 2020      | Ratched                                  | Ratched                                                   | Edmund Tolleson     | 8 epizód     |
| 2021      | Amerikai Horror Story: Két történet      | American Horror Story: Double Feature                     | Harry Gardner       | 6 epizód     |

## Színpad
| Év   | Cím                                    | Szerep                        | Megjegyzés                    |
| ---- | -------------------------------------- | ----------------------------- | ----------------------------- |
| 2008 | Candida                                | Eugene Marchbanks             | Berkshire Theatre Festival    |
| 2008 | Rómeó és Júlia (Romeo and Juliet)      | Romeo Montague                | Shakespeare Theatre Company   |
| 2009 | The Age of Iron                        | Troilus                       | Classic Stage Company         |
| 2011 | The Illusion                           | Calisto / Clindor / Theogenes | Signature Theatre Company     |
| 2012 | Az ügynök halála (Death of a Salesman) | Harold "Happy" Loman          | Ethel Barrymore Theatre       |
| 2012 | The Blue Deep                          | Jamie                         | Williamstown Theatre Festival |
| 2012 | Sweet Bird of Youth                    | Chance Wayne                  | The Goodman Theatre           |
| 2013 | The Guardsman                          | The Actor                     | The Kennedy Center            |
| 2016 | Othello                                | Michael Cassio                | New York Theatre Workshop     |
| 2017 | The Glass Menagerie                    | Jim O'Connor                  | Belasco Theatre               |

## Fordítás
- Ez a szócikk részben vagy egészben  a   Finn Wittrock című angol Wikipédia-szócikk fordításán alapul.  Az eredeti cikk szerkesztőit annak laptörténete sorolja fel. Ez a jelzés csupán a megfogalmazás eredetét és a szerzői jogokat jelzi, nem szolgál a cikkben szereplő információk forrásmegjelöléseként.

## További információ
- Finn Wittrock a PORT.hu-n (magyarul)
- Finn Wittrock az Internetes Szinkronadatbázisban (magyarul)
- Finn Wittrock az Internet Movie Database-ben (angolul)
- Finn Wittrock a Rotten Tomatoeson (angolul)